# إمري كان
إمري كان Emre Can (ولد في 21 يناير 1990) لاعب شطرنج تركي يحمل لقب أستاذ كبير.
- بلغ في تصنيف الاتحاد الدولي للشطرنج رقم 1097 عالمياً، ورقم 7 في تركيا.
- نال لقب أستاذ اتحادي (أي الاتحاد الدولي للشطرنج) عام 2006.
- ونال لقب أستاذ دولي عام 2007.
- ونال لقب أستاذ كبير في 25 يوليو 2010.
- ولد في إزمير التركية، ودرس تكنولوجيا المعلومات في جامعة كادير هاس في إسطنبول.
- بدأ تعلم الشطرنج في السابعة.
- شارك بطولة العالم للشطرنج للشباب عام 2000 في أوروبوسا ديل مار في إسبانيا.
- فاز ببطولة تركيا للشطرنج عام 2011.
- وكان قد فاز بالمركز الخامس في بطولة تركيا للشطرنج عام 2006.

## وصلات خارجية
- إمري كان على موقع الاتحاد الدولي للشطرنج (الإنجليزية)
- إمري كان على موقع مباريات الشطرنج (الإنجليزية)
- إمري كان على موقع 365Chess.com (الإنجليزية)
- إمري كان على موقع Chesstempo.com (الإنجليزية)
- إمري كان سجل أولمبياد الشطرنج على موقع OlimpBase.org (الإنجليزية)